# Trachelas purus
Trachelas purus är en spindelart som beskrevs av Kritscher 1969. Trachelas purus ingår i släktet Trachelas och familjen flinkspindlar.
Artens utbredningsområde är Italien. Inga underarter finns listade i Catalogue of Life.